# Tanytarsus tobaoctadecimus
Tanytarsus tobaoctadecimus är en tvåvingeart som beskrevs av Akio Kikuchi och Sasa 1990. Tanytarsus tobaoctadecimus ingår i släktet Tanytarsus och familjen fjädermyggor. Inga underarter finns listade i Catalogue of Life.